# 國家裝飾藝術博物館
國家裝飾藝術博物館（西班牙語：Museo Nacional de Arte Decorativo），是一座位於阿根廷布宜諾斯艾利斯雷科萊塔的藝術博物館。

## 沿革
國家裝飾藝術博物館的創立，起源於1897年阿根廷上流社會的兩位傑出成員的婚姻：來自智利移民的兒子馬蒂亞斯·埃拉蘇里斯 (Matías Errazúriz) ，以及阿根廷獨立的領導人卡洛斯·瑪麗亞·德·阿爾維爾的孫女何塞菲娜·德·阿爾維爾 (Josefina de Alvear)。
這對夫婦於1911年委託法國建築師勒內·塞爾讓設計一座豪宅，其華麗的新古典主義建築，啟發了博世家族在附近建造一座類似的宮殿博世宮（今美國大使官邸）。埃拉蘇里斯宮最終於1916年完工，埃拉蘇里斯夫婦在接下來的兩年裡致力於裝飾宮殿，並購買了大量古董和其他藝術品。
當埃拉蘇里斯夫人於1935年去世時，埃拉蘇里斯在其兒女的建議下，將這座宅邸遺贈給了阿根廷政府。國立裝飾藝術博物館則於1937年成立。

## 建築設計

### 外觀
根據第12351號法律，阿根廷政府獲得住宅和藝術收藏品的所有財產，並於1937年12月18日成立國家裝飾藝術博物館。其廳舍埃拉蘇里斯宮則為純粹折衷主義的典範，由法國建築師勒內·塞爾讓於1911年設計，但由於第一次世界大戰的爆發，建築物一直至1917年才完成。塞爾讓的團隊是一群精挑細選、專門從事室內裝飾和花園的設計師。包括H.尼爾森（H. Nelson）、G. 亨舍爾（G. Hoentschel）、M·卡爾希安（M. Carlhian）等人負責房間設計；花園由來自法國的專家阿希爾·杜舍納負責。埃拉蘇里斯宮的材料多數是從歐洲運來：包括木板、鏡子、大理石、木製品、框架、插銷；許多歐洲工匠被要求製作一些灰泥裝飾品。
其氣勢磅礴而樸素的外觀，則源自18世紀的法國新古典主義，尤其受到是路易十五宮廷建築師昂熱-雅克·加布里埃爾作品的影響。從外立面可以看到這座建築共有四層：包括地下室，地窖的窗戶。立面上巨大的科林斯式柱子覆蓋了兩個最重要的樓層，此外，建築也設有通往花園、陽台和圓拱門的主樓層，以及安裝家庭活動室的一樓。頂樓的閣樓上是佣人的房間，窗戶則被欄杆遮住了。

### 內部
- 入口大廳：

其建築內的牆壁和天花板完全由仿巴黎石材覆蓋。其豪華的樓梯通向主樓層。該大廳採用路易十五風格的設計及裝飾，包括離子壁柱、弧形和拱頂天花板。簷口上方則刻有藝術寓言：「音樂、建築、雕塑和繪畫」，並強調房間所具有的新古典主義特徵。
- 前廳：

以新古典主義模式裝飾，路易十五風格運用於木板上，其中中央照明的天花板裝飾則有石膏框架。這是一個與其他四個房間以及樓梯和電梯區域相連的房間。
- 大禮堂（文藝復興時期）：

它是住宅中最大的空間，是唯一一個雙樓層高和位於中軸線的公寓，房子的所有大型活動都圍繞該空間它進行。其天花板裝飾有藻井和壓花玻璃；以用於支撐五個大枝形吊燈柱頂的隱藏結構。地板則由鑲木地板組成，其星形設計結合了楓木和胡桃木等木材。此外彩色玻璃的高窗、天花板的裝飾、氣勢磅礴的壁爐以及掛毯，也讓人聯想到16世紀都铎时代建筑的宏偉英式大廳。
- 餐廳：

這間豪華客房的設計考慮到了埃拉蘇里斯夫妻經常舉辦的晚宴和社交活動。它的靈感來自凡爾賽宮海格立斯厅。巴洛克式的氛圍是由來自意大利卡拉拉和法國中央地塊的大理石組合而成的。
- 冬季花園：

介於餐廳與宴會廳之間，其風格選擇樸素的路易十六風格。牆壁的顏色與入口大廳牆壁的金色和淺色調相得益彰。大理石作品的紋理和色調，則通過灰泥裝飾在這個房間裡，與餐廳的面板形成完全的和諧。
- 宴會廳：

該區域主要是作為舉辦宴會之空間使用，讓人聯想期攝政時期、以及自巴洛克式莊嚴奢華到洛可可式微妙優雅的過渡期。曲線是設計的突出特點。所有的框架、通過明顯彎曲的雕刻連接天花板木板、其房間的角度、牆壁、天花板的結合都基於曲線。此外豐富的镀金和鏡面板隱藏了實際空間的局限性。

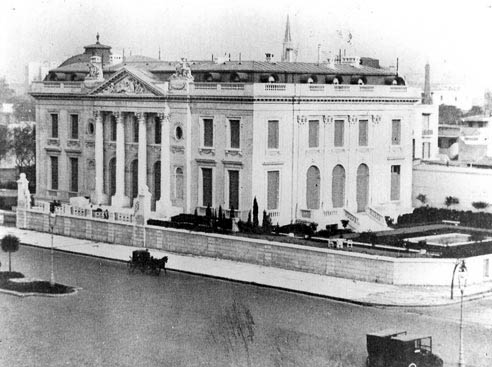
1918年的埃拉蘇里斯宮
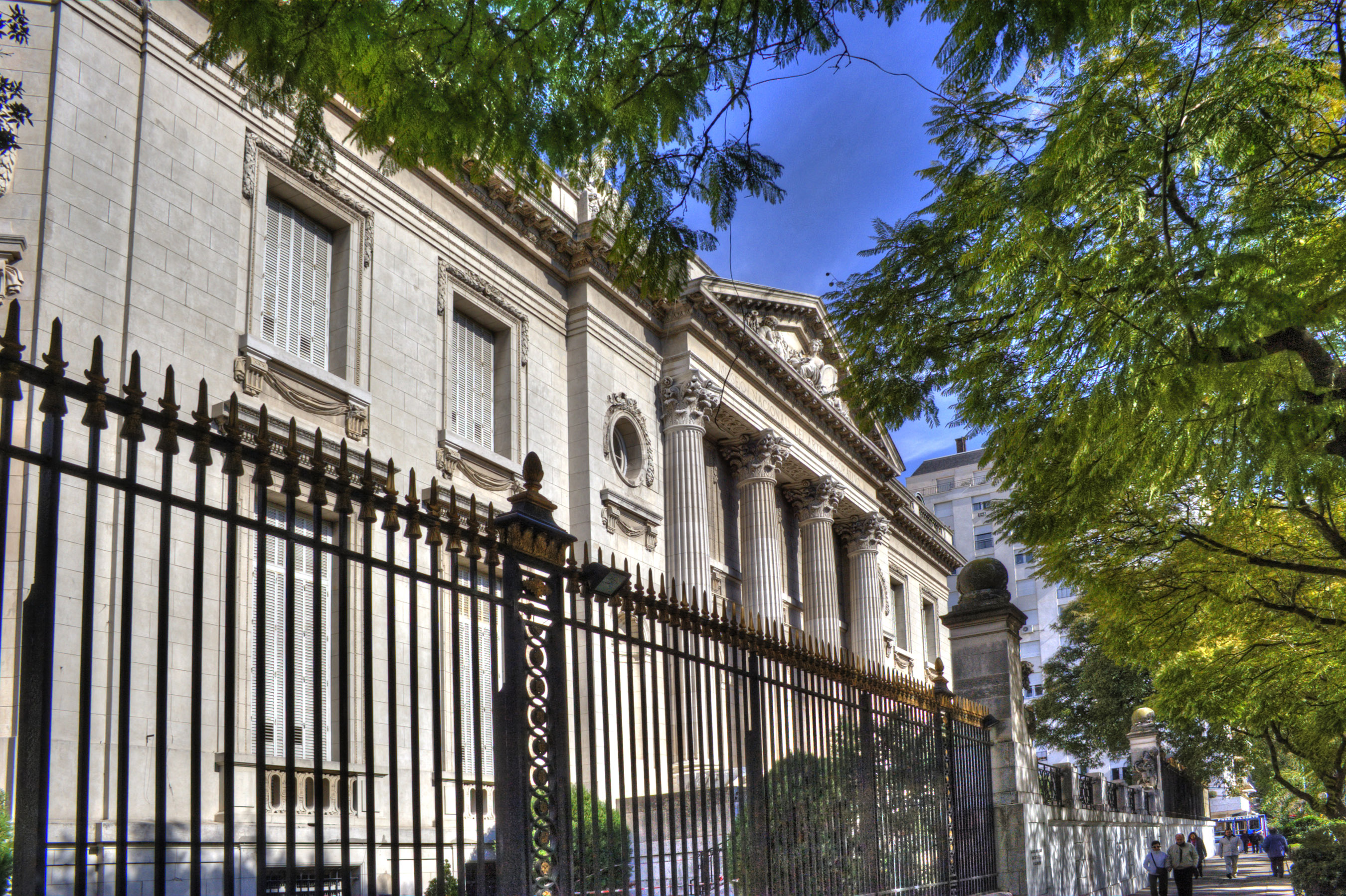
埃拉蘇里斯宮今貌
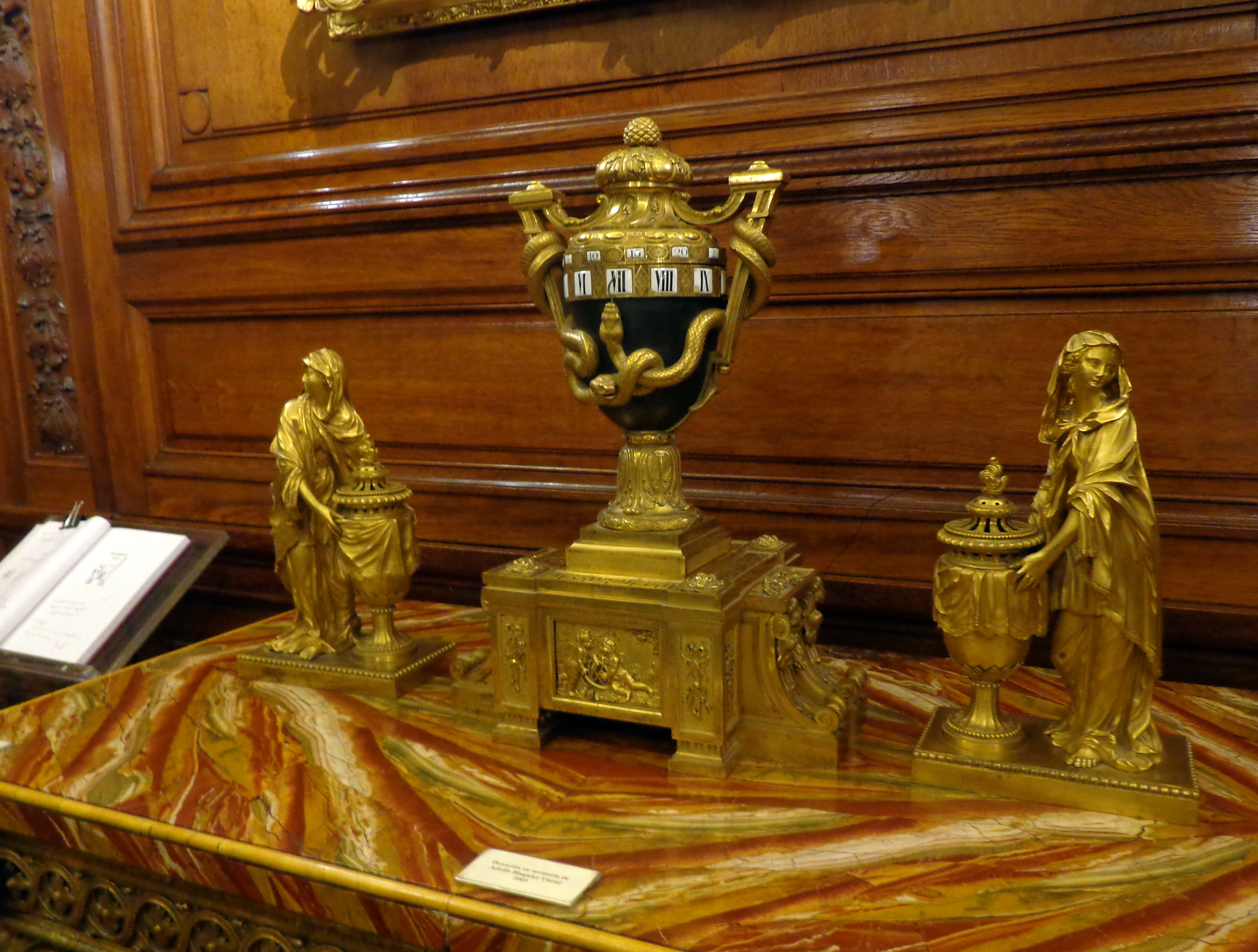
博物館內部所展示的鑿刻鍍金青銅座鐘，來自法國路易十六時期，1768年。
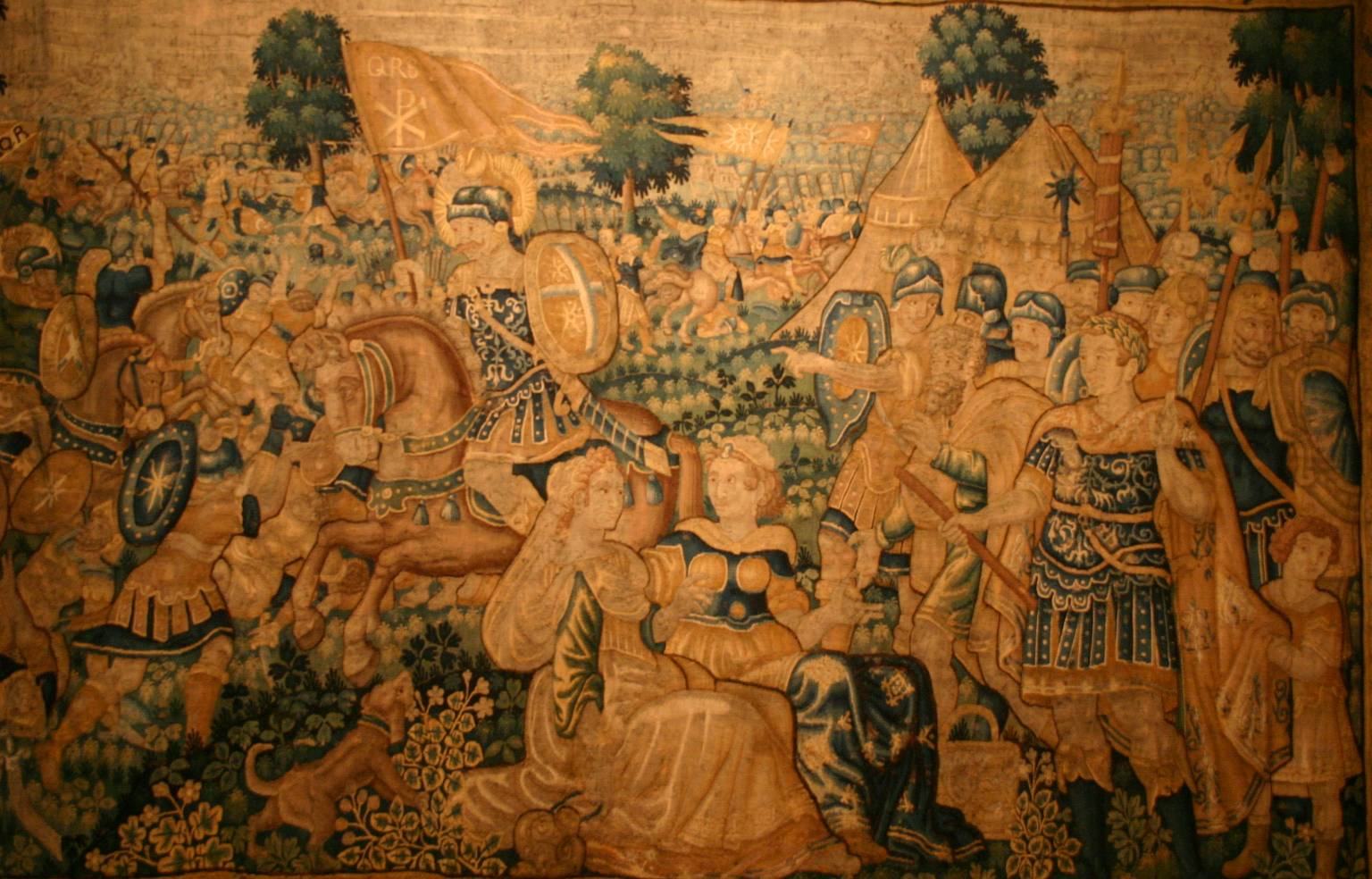
建築的法國掛毯
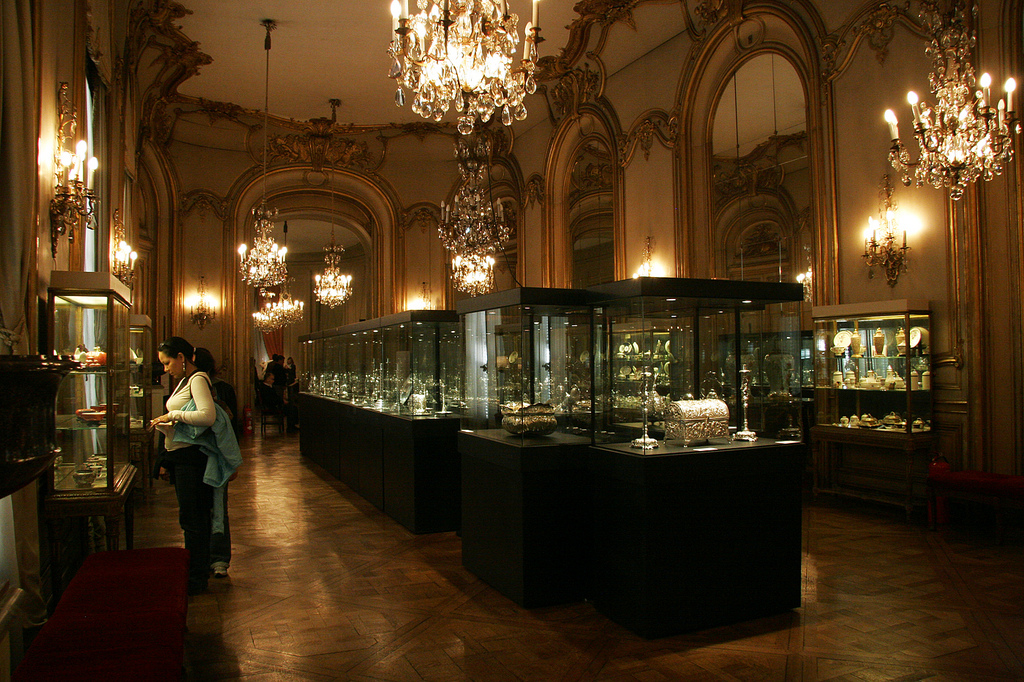
內部空間

- 夫人室：

該房間為埃拉蘇里斯的專屬房間，其椅子、扶手椅、桌子則採用路易十八風格設計，其房間彩繪木板、木框和裝飾線條則能聯想玛丽·安托瓦内特盛大的裝飾風格。所有的枝形吊燈、水晶和青銅的靈感則都來自大特里亞農宮的裝飾。
- 埃拉蘇里斯先生的書房：

書房是由法國裝飾藝術家安德烈·卡爾希安（André Carlhian） (1887-1963年) 的作品。其房間牆體為拋光橡木鑲板，以及展示一些紅色天鵝絨掛毯、19世紀的繪畫、日本漆器裝飾和中國硬石。
- 私人房間

每個埃拉蘇里斯家族成員都擁有私人客廳、臥室、更衣室、浴室和衛生間的房間。
- 掛毯畫廊：

該畫廊從從三個側面圍繞著大廳。當前展示來自16、17 和 18世紀的法國和佛蘭芒掛毯以及同時期的家具和繪畫。
- 塞特房間：

作為埃拉蘇里斯先生的專屬房間，它的名字是為了紀念加泰羅尼亞畫家瑟普·瑪麗亞·塞特（1876-1945年），他創造了該房間裝飾藝術風格的裝飾。包括灰泥鑲板牆、巨大的柱頂、鍍金的門和四幅畫，也都是出自塞特的創作。
- 埃拉蘇里斯房間前廳和臥室先生：

這些房間展示出售出未從房屋帶走的原始家具，並展示了自路易十六和拿破崙一世時代之間新古典主義風格的獨特家具和物品。
- 祖博夫房間 :

這個房間曾經是一間家庭房，當代該處為罗萨里奥·德祖博夫伯爵夫人的一系列微縮模型的所在地，這些微縮模型是為了紀念她的女兒塔蒂亞娜（Tatiana.）而獻上的。2整個展覽展示了 16 至 19 世紀歐洲微型肖像的非凡樣本。

## 收藏
國家裝飾藝術博物館擁有12個展廳和9個永久藏品，其中包含4,000多件物品，包括：
- 畫作：其中包括埃爾·格列柯的《耶穌背負十字架上山》、让-奥诺雷·弗拉戈纳尔的《玫瑰的犧牲》和愛德華·馬奈的《修道院院長胡雷爾的肖像》。
- 雕塑：其中包括來自古罗马的密涅瓦雕像、克里斯多福·曼迪加札（英语：Cristoforo Mantegazza）的《聖賢崇拜》（大理石浮雕牆）和奧古斯特·羅丹的《永恆之泉》。
- 東亞藝術：眾多中國乾隆時期的花瓶和玉雕等；以及掛毯、瓷器、18 世紀的家具、美洲最重要的公共微型藝術收藏品和其他古董。

該系列還輔以臨時展品，博物館定期舉辦合唱音樂會以及課程和研討會。遊客還可以光顧設於博物館內部的咖啡廳，自 1944 年起，阿根廷文學學院也設於此地。

### 圖片

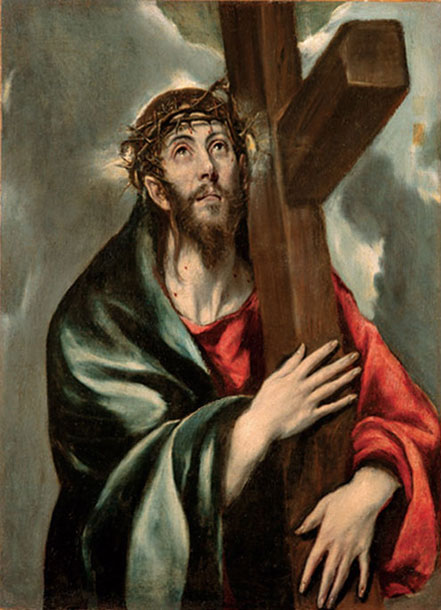
《耶穌背負十字架上山》、埃爾·格列柯
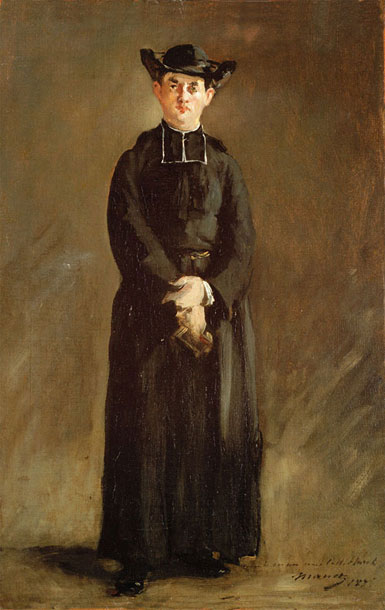
《修道院院長胡雷爾的肖像》、愛德華·馬奈
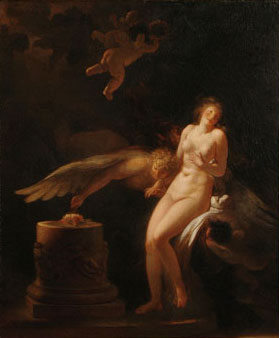
《玫瑰的犧牲》、让-奥诺雷·弗拉戈纳尔
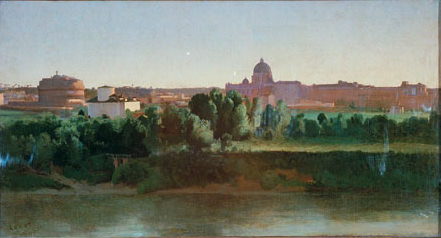
《參觀聖天使堡》、讓-巴蒂斯·卡米耶·柯洛

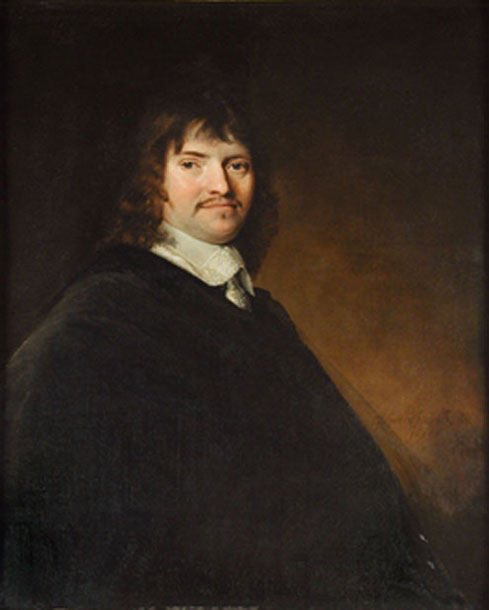
《绅士肖像》、約翰尼斯·科內利斯·維斯普倫克（英语：Johannes Cornelisz Verspronck）
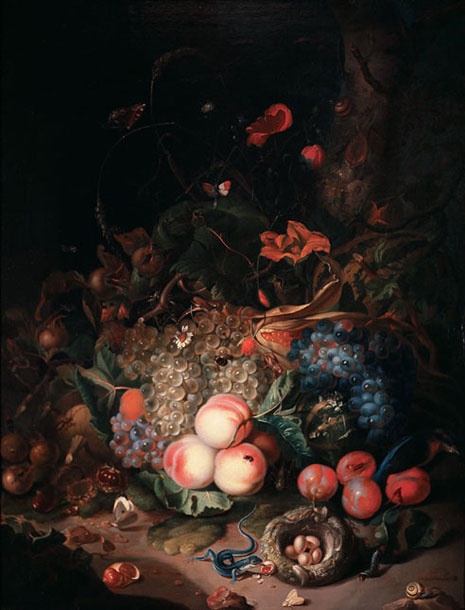
《静物》、瑞秋·魯伊希（英语：Rachel Ruysch）
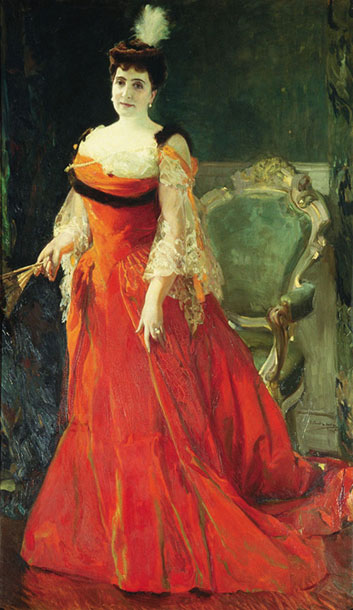
《何塞菲娜·德埃拉苏里斯》、 华金·索罗拉
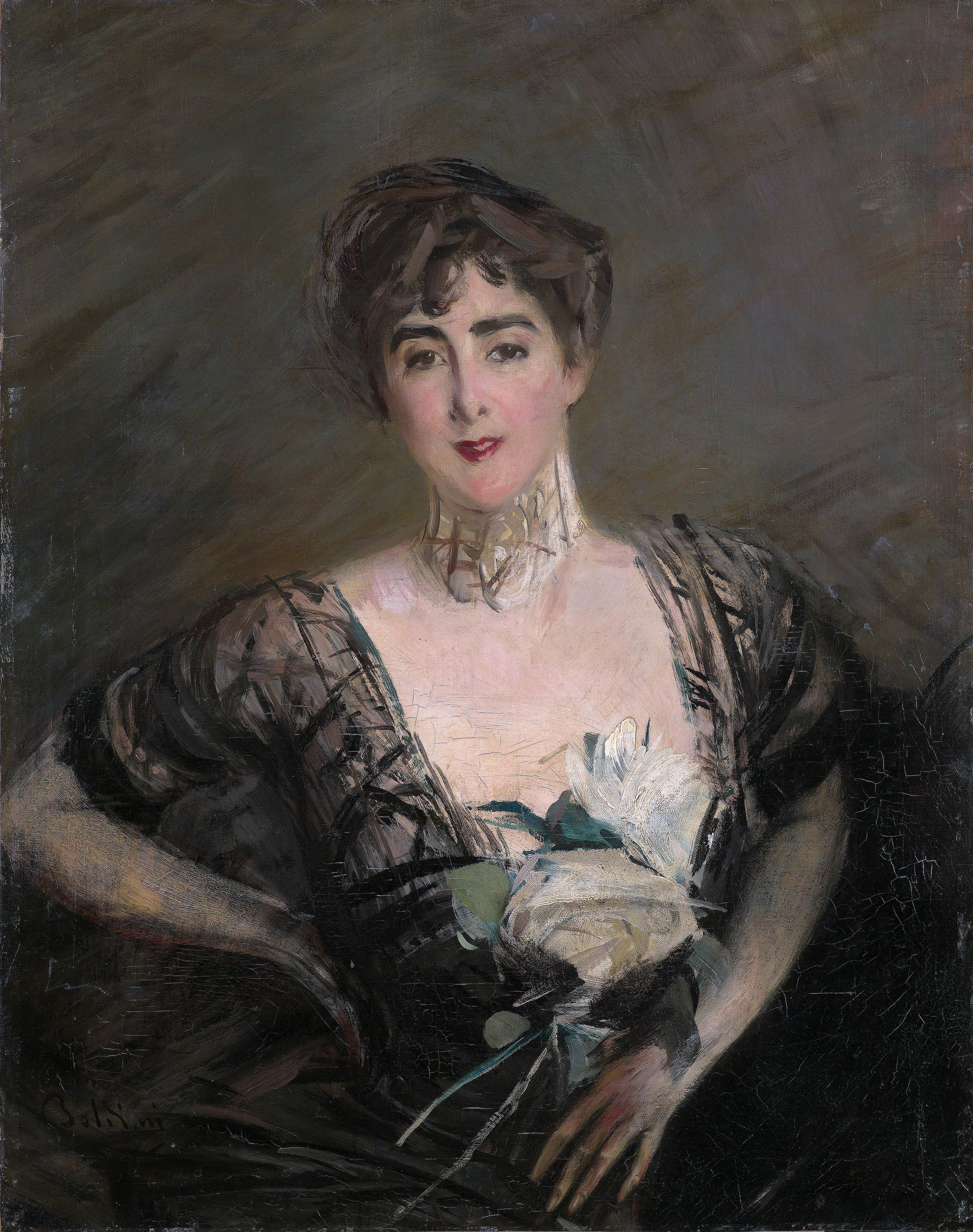
《何塞菲娜·德埃拉苏里斯》, 乔瓦尼·波尔蒂尼

## 外部連結
- 维基共享资源上的相關多媒體資源：國家裝飾藝術博物館
- 官方网站

34°34′57.5″S 58°24′3.8″W / 34.582639°S 58.401056°W